# Parasympathisch zenuwstelsel

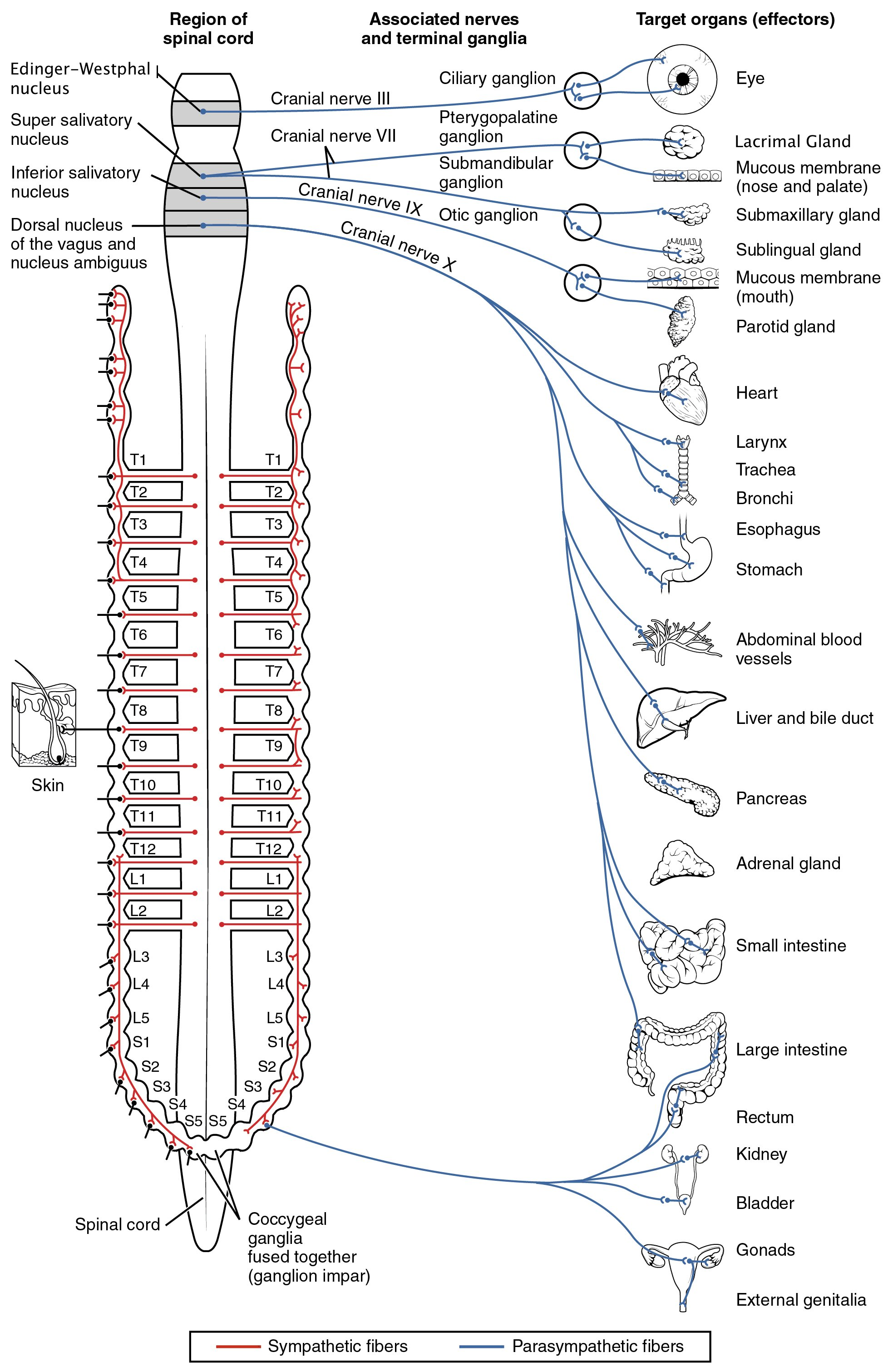
Schematisch overzicht van het parasympathische zenuwstelsel

Het parasympathische zenuwstelsel is het deel van het autonome zenuwstelsel dat de organen zodanig beïnvloedt dat het lichaam in een toestand van rust en herstel kan komen. 
Het heeft hiermee een functie die tegengesteld is aan het andere deel van het autonome zenuwstelsel, het (ortho)sympathische zenuwstelsel (dat het lichaam voorbereidt op de vecht-of-vluchtreactie).

## Anatomie
De zenuwbanen van het parasympathische zenuwstelsel beginnen in twee segmenten van het ruggenmerg. Het bovenste segment bevindt zich in de hersenstam. Drie hersenzenuwen (III, VII en IX) bedienen hier respectievelijk de oogspieren, traan- en speekselklieren. Vertakkingen van de nervus vagus (N. X) lopen naar het hart, de bronchiën in de longen, het maag-darmstelsel en de urineleider. Het tweede segment bevindt zich onderaan het ruggenmerg, in het heiligbeen. Hier ontspringt de zenuw voor beheersing van urineblaas, delen van de dikke darm en de genitaliën.

## Functie
Het parasympathische deel bevordert de assimilatie. Bij assimilatie worden de biologische stoffen gevormd waaruit de lichaamsweefsels bestaan.
De signaaloverdracht verloopt in het parasympathische zenuwstelsel via ganglia. Deze liggen, anders dan in het orthosympathische deel van het autonome zenuwstelsel, in de buurt van, of zelfs binnen het reagerend orgaan. De verhouding tussen het aantal pre- en postgangliaire zenuwvezels is ongeveer 1:1. Dit wijst op een meer specifieke werking dan bij het orthosympathische zenuwstelsel het geval is. Communicatie tussen de zenuwcellen vindt plaats met behulp van de neurotransmitter acetylcholine. In de zenuwbanen tussen het ruggenmerg en de grensstrengen van het autonome zenuwstelsel, bevat het parasympathische zenuwstelsel zogenaamde nicotinerge acetylcholine-receptoren. Tussen de grensstrengen en de eindorganen bevat het een ander soort receptoren, de zogenaamde muscarinerge acetylcholinereceptoren.
Het parasympathische zenuwstelsel zorgt voor een grotere productie van spijsverteringssappen, een snellere darmbeweging, een versnelde bloedaanvoer (via verwijding van de bloedvaten) naar het spijsverteringsstelsel en een snellere nierwerking. Het verlaagt verder de hartslag- en ademhalings-frequentie en het stimuleert het immuunsysteem.